# Eric Python IDE
EricはPythonとRubyの自由な統合開発環境(IDE)である。Eric4はPython 2をEric5はPython 3に対応している。
Ericはフロントエンドで動くように設計されている。例えば編集機能はScintilla、リファクタリングにはRope、性能解析にはPython Profiler、そしてPythonのインタプリタなどが使用されている。どの機能も特別なインストールなしに使うことができる。EricはQtのウィジェット・ツールキットであるPyQtを使って書かれている。プラグインを用いることで機能を拡張することができる。Ericのプラグインのレポジトリはさまざまな拡張機能を提供し、IDEから簡単にアクセスすることができる。
Ericの重要な機能はプロジェクト管理であり、文法のハイライト・デバッグ・性能解析・単体テスト・ユーザインタフェースデザイン・出力コンソール・タスク管理などを提供する。
Ericに使われているいくつかの名称はイギリスのコメディアンであるモンティ・パイソンに由来する。Pythonの名称自体がモンティ・パイソンから来ている。本IDEの名称であるEricとPythonに付属するIDLEの名称は、モンティ・パイソンのメンバーの一人であるEric Idleに由来する。